# Lunar (spelserie)
Lunar är grundnamnet på en japansk rollspelsserie, utvecklad av företaget Game Arts. Det finns en handfull spel i serien som sträcker sig från Sega Mega Drive-spel, där de flesta blivit portade till Playstation.

## Spel
- Lunar: The Silver Star
- Lunar: Eternal Blue
- Lunar: Walking School
- Lunar: Silver Star Story Complete
- Lunar 2: Eternal Blue Complete
- Magic School Lunar!
- Lunar Legend
- Lunar Genesis
- Lunar: Silver Star Harmony